# Waldburg-Zeil-Hohenems

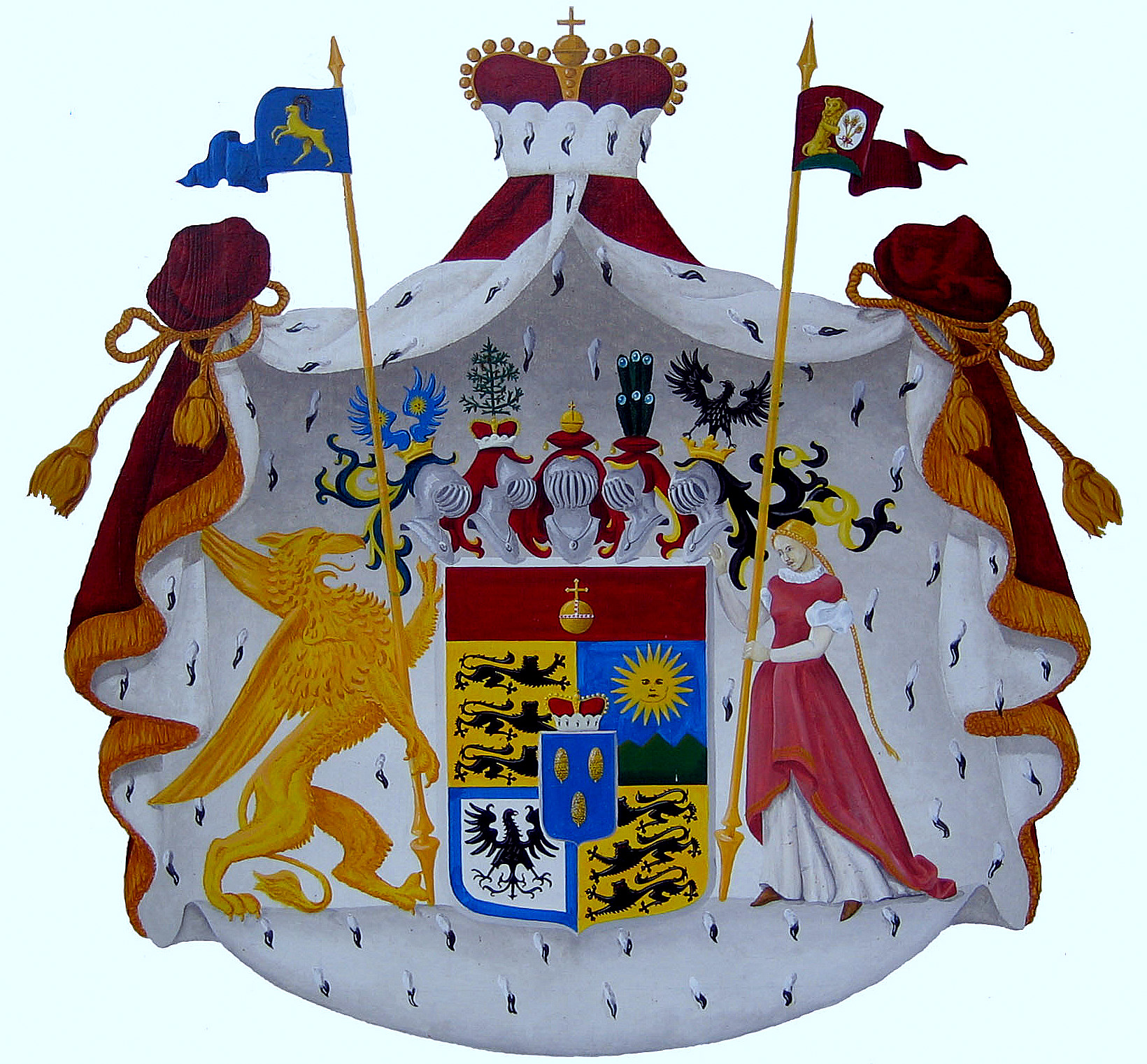
Wappen Waldburg-Zeil-Lustenau-Hohenems

Die Grafen von Waldburg-Zeil mit dem Wohnsitz im Palast Hohenems sind Agnaten aus dem Hause der Fürsten von Waldburg-Zeil-Trauchburg. 

## Abstammung
Der Stammvater Clemens Maximilian war ein Bruder von Maximilian Wunibald, regierendem Reichsgrafen zu Waldburg-Zeil und Trauchburg. Seine Gemahlin Maria Walpurga von Harrach-Rohrau-Hohenems (1762–1828) war die Erbin der Maria Rebecca Gräfin von Harrach-Hohenems (1742–1806), diese wiederum Erbin der Grafen von Hohenems. Clemens Maximilian adoptierte 1813 Maximilian Clemens, Sohn seines Bruders Maximilian Wunibald (dieser seit 1803 erster regierender Fürst von Waldburg-Zeil).

## Geschichte der Grafschaft Lustenau-Hohenems

Palast Hohenems, Vorarlberg

Lustenau unter den regierenden Grafen von Waldburg-Zeil-Lustenau-Hohenems fiel erst nach dem Ende des Heiligen Römischen Reiches am 1. September 1806 an Bayern. 1811 bzw. 1813 musste Bayern die Hoheitsrechte an Waldburg abtreten. Am 6. Juli 1814 richtete Österreich eine provisorische Verwaltung in Lustenau ein. Bayern wie Waldburg-Zeil legten Protest ein. Am 14. März 1817 ging Lustenau wiederum an Waldburg-Zeil über. Angesichts finanzieller Belastungen, und dem daraus folgenden hoheitsrechtlichen Verzicht von Graf Maximilian, wurde 1830 die lustenauische Selbständigkeit endgültig an Österreich übertragen.

## Stammreihe der Linie Lustenau-Hohenems
- Franz Wilhelm Maximilian III., regierender Graf von Hohenems (1692–1759)

Verbindung über Hohenems zu Harrach-Hohenems:
- Maria Rebecca, regierende Gräfin von Harrach-Hohenems (1742–1806)

Verbindung über Harrach-Hohenems von Waldburg-Zeil-Lustenau-Hohenems:
- Maria Walburga, regierende Gräfin von Waldburg-Zeil-Lustenau-Hohenems (1762–1828)
- Clemens von Waldburg-Zeil-Lustenau-Hohenems (1753–1817), ab 1806 regierender Graf von Lustenau
- Maximilian Clemens (1799–1869), bis 1830 regierender Graf, (Sohn des ersten regierenden Fürsten, wurde von seinem Onkel 1813 adoptiert, erbte 1817 die Besitzungen von Hohenems und Lustenau)
- Clemens Maximilian (1842–1904)
- Maximilian Wunibald Waldburg-Zeil (1870–1930)
- Georg Waldburg-Zeil (1878–1955), Bruder von Maximilian Wunibald. Er war mit den Habsburgerinnen Elisabeth und nach deren Tod mit ihrer Schwester Gertrud verheiratet. 1913 erwarb er Schloss Syrgenstein von seiner Tante Sophie Gräfin von Waldburg-Syrgenstein
- Franz Josef Waldburg-Zeil (1927–2022),[1] erwarb den Besitz Hohenems von seinen Cousinen
- Franz Clemens Waldburg-Zeil, aktueller Besitzer

## Burgen und Schlösser im Besitz der Familie
- Palast Hohenems, Vorarlberg

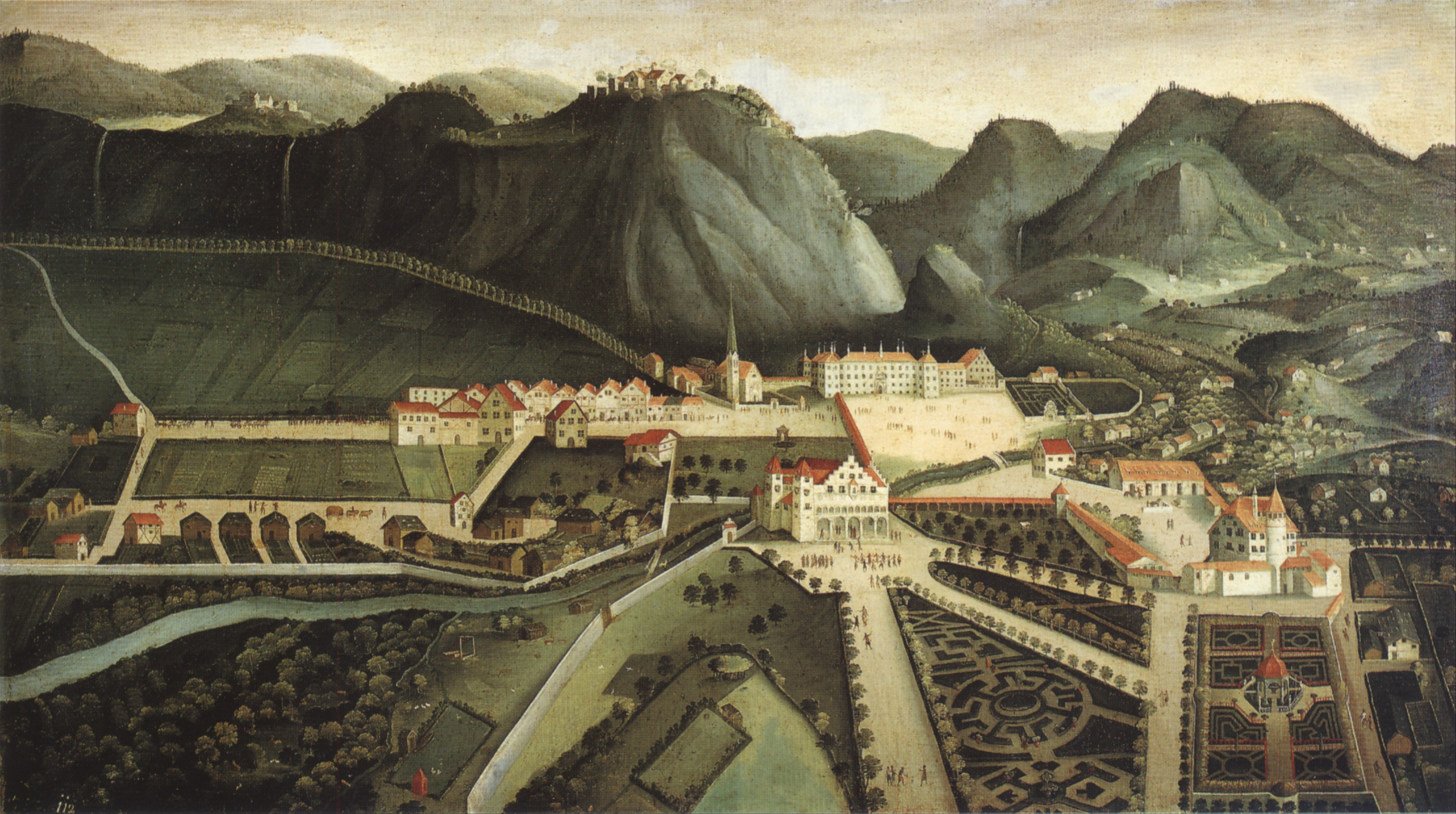
Palast zu Hohenems 1613

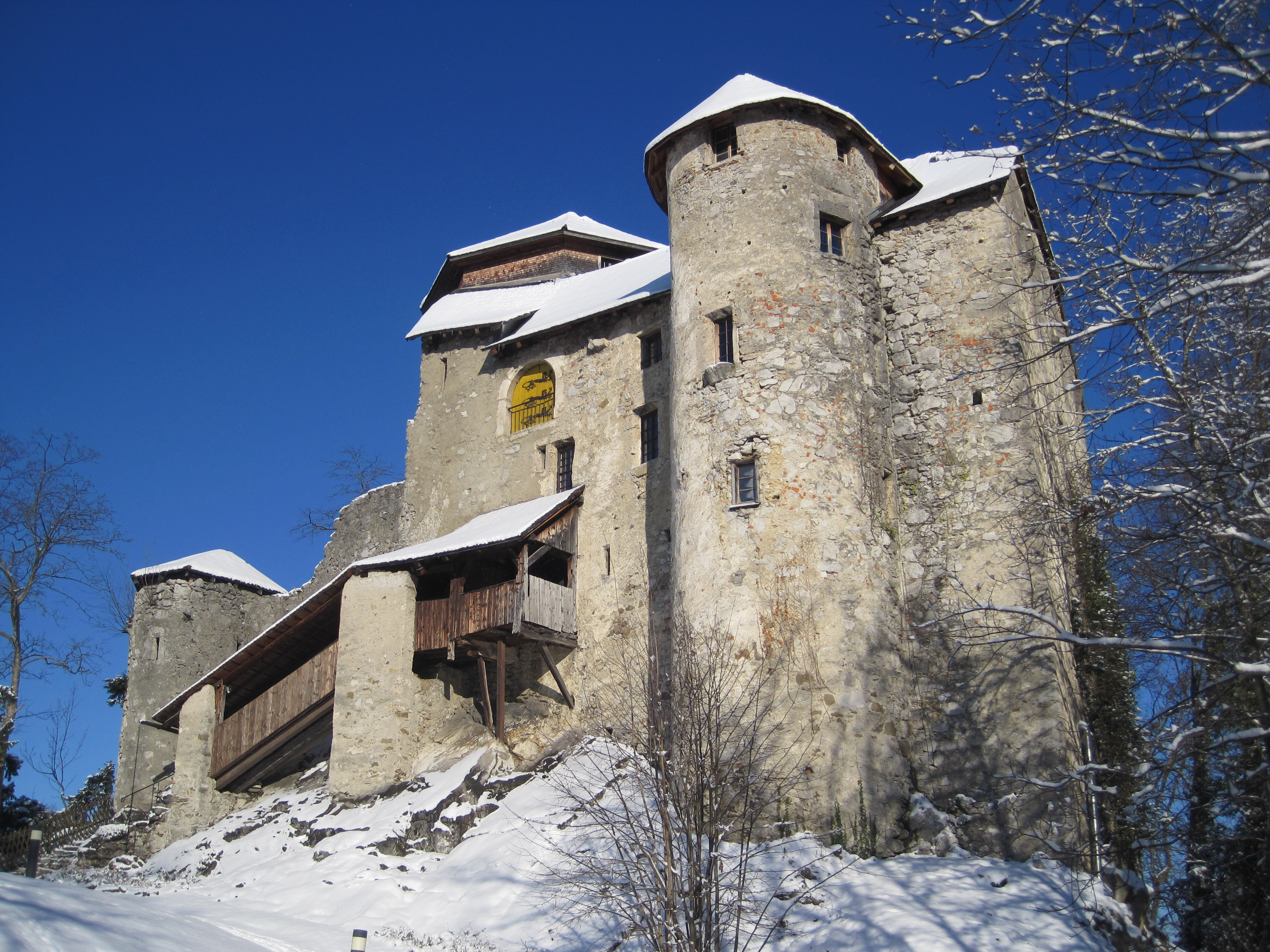
Schloss Glopper 1343

- Schloss Glopper (Burg Neu-Ems), Vorarlberg
- Schloss Syrgenstein, Heimenkirch, Allgäu
- Burgruine Alt-Ems, Hohenems

## Ämter und reichsständische Herrschaften der Linie Waldburg-Zeil
- 1140 Schenkken und Truchsessenämter
- 1452 Grafen von Waldburg-Scheer
- 1463 Reichsgrafen der Grafschaft Sonnenberg
- 1525 Reichserbtruchsessenamt
- 1628 Reichsgrafen zu Waldburg und von Zeil
- 1803 bis 1806 Reichsfürsten zu Waldburg-Wolfegg, Waldburg-Zeil und Waldburg-Wurzach zum Fürstentum Waldburg
- 1806 bis 1830 Regierende Grafen von Lustenau in Vorarlberg